# Mogoča
Mogoča (rusky Могоча, čínsky 莫戈恰/Mo-ke-čchia) je město v Zabajkalském kraji v Ruské federaci. Při sčítání lidu v roce 2010 měla přes třináct tisíc obyvatel.

## Poloha a doprava
Mogoča leží na východě Zabajkalska při úpatí Amazarského hřbetu u ústí říčky Mogoči do Amazaru, levého přítoku Amuru. Od Čity, správního střediska celého kraje, je Mogoča vzdálena přibližně 600 kilometrů severovýchodně.
Přes Mogoču vede Transsibiřská magistrála, zdejší nádraží je na 6906. kilometru od Moskvy.
Přibližně osm kilometrů jižně od města prochází dálnice R297 Amur z Čity do Chabarovska.

## Dějiny
Dějiny Mogoči začínají v roce 1908 se začátkem stavby Amurské dráhy do Chabarovska, ale za oficiální datum založení se bere až rok 1910. Jméno je odvozeno od názvu řeky Mogoči, jejíž název pochází z evenkijštiny, kde byl pravděpodobně jménem jednoho z kmenů.
V roce 1914 byla železnice přes Mogoču uvedena do provozu.
Od roku 1930 je Mogoča sídlem městského typu.
Od roku 1950 je Mogoča městem.